# Anton av Bourbon
Antoine av Vendôme född 22 april 1518 i La Fère, Picardie, död 17 november 1562 i Les Andelys, Normandie, var en fransk prins. Han var hertig av Vendôme, kung av Navarra, son till Karl IV av Bourbon, hertig av Vendôme.

## Biografi
Genom giftermål med Johanna III av Navarra 1548 erhöll han titeln kung av Navarra jure uxoris. Tillsammans med en rad andra franska stormän övergick Anton 1555 till hugenotterna. Som prins av blodet blev Anton deras ledare, men han saknade fasthet och statsmannabegåvning och föll gång på gång till föga för sina motståndare. 
År 1560 skrämdes han till och med att avstå det honom tillkommande regentskapet i Frankrike under Karl IX:s minderårighet. Han övergick åter till katolicismen och kom 1562 i konflikt med hugenotterna.
Anton var far till Henrik IV av Frankrike.